# Tsjerven (Plovdiv)
Tsjerven (Bulgaars: Червен) is een dorp in Bulgarije. Het dorp is gelegen in de gemeente Asenovgrad, oblast Plovdiv. Het dorp ligt hemelsbreed ongeveer 26 km ten zuidoosten van Plovdiv en 157 km ten zuidoosten van de hoofdstad Sofia. 

## Bevolking
Op 31 december 2019 telde het dorp 690 inwoners, een daling vergeleken met het maximum van 1.731 inwoners in 1946.
|  |

| Etnische samenstelling van de respondenten (2011) | Etnische samenstelling van de respondenten (2011) | Etnische samenstelling van de respondenten (2011) | Etnische samenstelling van de respondenten (2011) | Etnische samenstelling van de respondenten (2011) |
| ------------------------------------------------- | ------------------------------------------------- | ------------------------------------------------- | ------------------------------------------------- | ------------------------------------------------- |
|                                                   |                                                   |                                                   |                                                   |                                                   |
| Bulgaren                                          | Bulgaren                                          |                                                   | 96,4%                                             | 96,4%                                             |
| Turken                                            | Turken                                            |                                                   | 0,7%                                              | 0,7%                                              |
| Roma                                              | Roma                                              |                                                   | 2,8%                                              | 2,8%                                              |
| Anders/onbekend                                   | Anders/onbekend                                   |                                                   | 0,1%                                              | 0,1%                                              |

Asenovgrad · Batsjkovo · Bor · Bojantsi · Gornoslav · Dobrostan · Dolnoslav · Izbeglii · Izvorovo · Konoesj · Kosovo · Kozanovo · Lenovo · Ljaskovo · Mostovo · Moeldava · Naretsjenski Bani · Novakovo · Novi Izvor · Oresjets · Patriarch Evtimovo · Sini Vrach · Stoevo · Topolovo · Tri Mogoli · Oezoenovo · Tsjerven · Vrata · Zjalt Kamak · Zlatovrach